# 1239 (szám)
Az 1239 (római számmal: MCCXXXIX) az 1238 és 1240 között található természetes szám.

## A szám a matematikában
A tízes számrendszerbeli 1239-es a kettes számrendszerben 10011010111, a nyolcas számrendszerben 2327, a tizenhatos számrendszerben 4D7 alakban írható fel.
Az 1239 páratlan szám, összetett szám, szfenikus szám. Kanonikus alakja 31 · 71 · 591, normálalakban az 1,239 · 103 szorzattal írható fel. Nyolc osztója van a természetes számok halmazán, ezek növekvő sorrendben: 1, 3, 7, 21, 59, 177, 413 és 1239.
Az 1239 tizennyolc szám valódiosztó-összegeként áll elő, ezek közül legkisebb az 1881.

## Csillagászat
- 1239 Queteleta kisbolygó